# 로렌초 프리울리

로렌초 프리울리의 문장.

로렌초 프리울리(Andrea Gritti, 1489년 ~ 1559년 8월 17일)는 베네치아 공화국의 제82대 도제이다. 그의 도제 부인은 칠리아 단돌로이다.

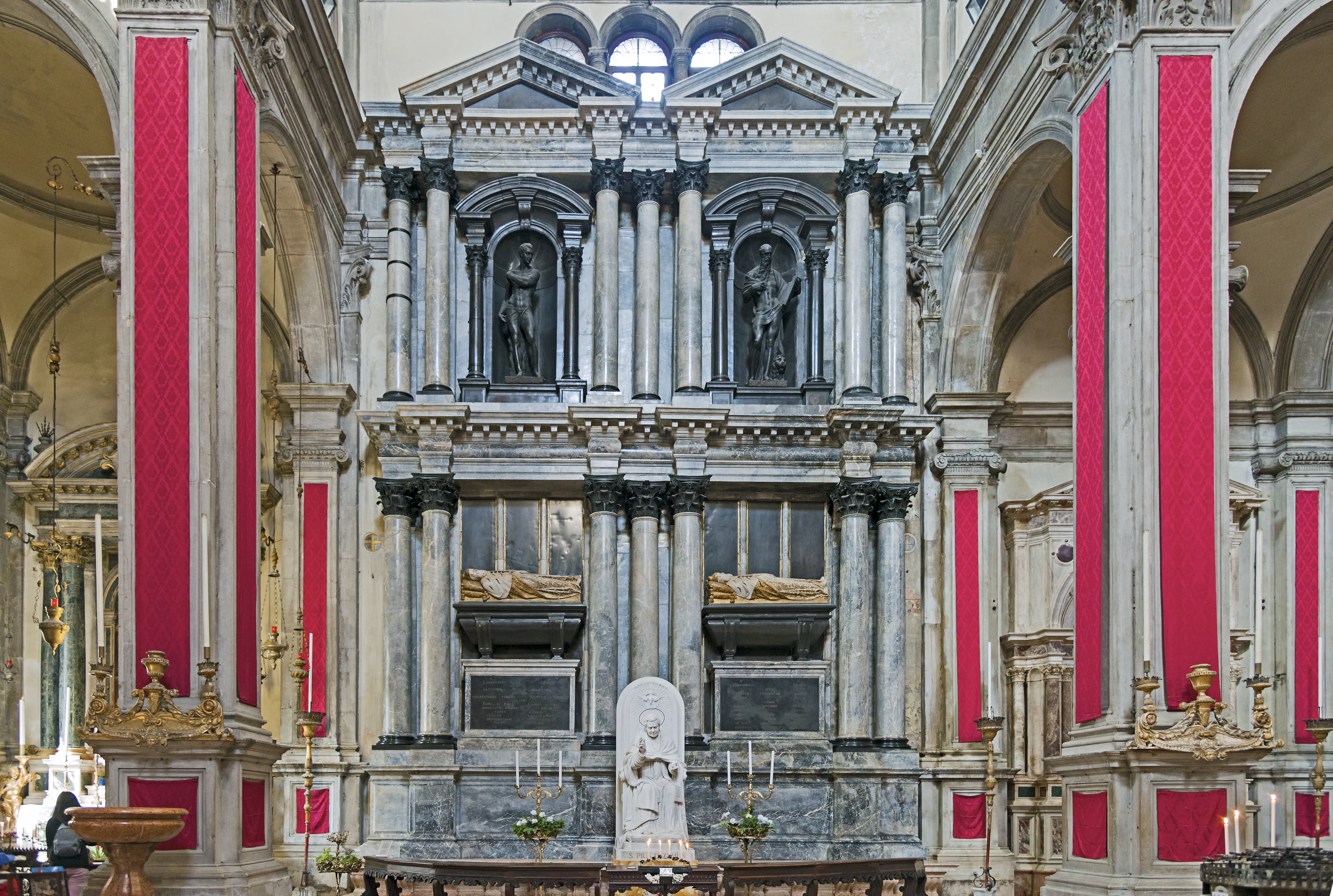
로렌초와 지롤라모 프리울리의 기념비와 무덤